# 傾圧

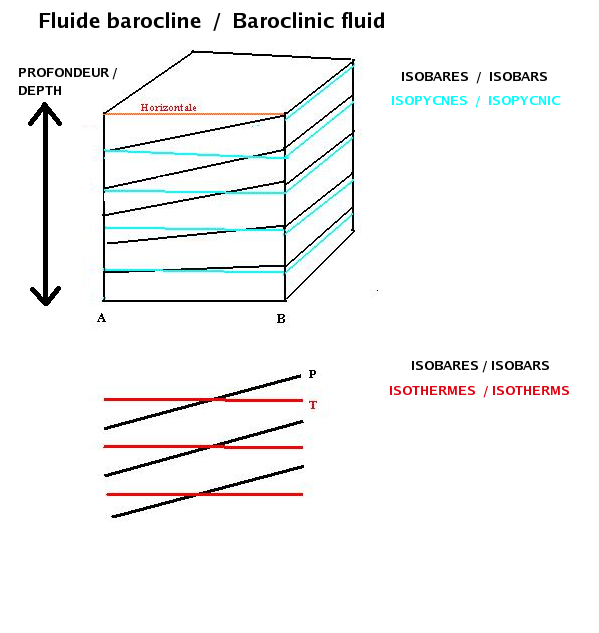
傾圧の流体の構造図。黒は等圧面、水色は等密度面、赤は等温面。

傾圧（けいあつ、baroclinity、baroclinicity）とは、流体が等圧面と等密度面（等温面）が交差する状態にあること。傾圧の流体では、等圧面と等密度面を一致させようとする力が働き、流れ（擾乱）が発生する。
傾圧に対して、等圧面と等密度面が一致した状態を順圧という。

## 傾圧不安定
傾圧不安定は、流体力学における不安定の1つで、大気や海洋において適用される考え方である。
1つの例を挙げる。平らな場所に置いた水槽の中に仕切りを作って左側に冷水、右側に温水を入れたとする。このとき、下に行くにつれて水圧が高い、つまり等深度面（等圧面）が水平である一方、温度は右に行くほど高い、つまり等温面が鉛直である。ここで仕切りをとると、温水は水槽左側の上部に侵入してくる一方、冷水は水槽右側の下部に侵入してくる。仕切りをとった時点で、接した2つの水は傾圧状態、接触面は傾圧不安定となり、直ちにこれを解消しようとして水が動く（=擾乱が発生する）のである。そして、時間が経てば水槽の上が暖かく下が冷たい、つまり等温面が水平になり、等深度面と一致して順圧の状態になる。基本的には、傾圧は温度の不均一を解消しようとして起こるものと考えて差し支えない。
大気における傾圧不安定は主に偏西風の波動となって現れる。これを傾圧不安定波という。傾圧不安定波は、温帯（中緯度）の気象現象に大きな影響力を持つ温帯低気圧と移動性高気圧を、発生させるとともにそれを東向きに移動させる、基本的な駆動力となる。
大気の中ではトラフ（気圧の谷）やリッジ（気圧の尾根）が存在しており、中緯度では偏西風に乗ってそれらが連なって東へと移動していく。トラフと傾圧不安定波が重なると、トラフの東側では南から暖気が、同じく西側では北から寒気が流れ込む形で擾乱が生じる。これにより、暖気域で上昇気流、寒気域で下降気流が生じ、下に行くほど東にずれる形でトラフの鉛直軸が傾く。この構造ができることで擾乱、つまり温帯低気圧が発達する。
850, 700, 500hPa等の高層天気図には、等圧面上に投影した等温線が描かれており、等温線が込み合っているところは傾圧不安定度が大きいことを示している。